# Српска уметност
Српска уметност је термин под којим се подразумевају уметничка достигнућа која су постигли Срби. Њена историја започиње досељавањем Словена, односно Срба на простор Балканског полуострва (6. век) које се тада налазило под политичким и културним утицајем позног Римског царства, односно Византије. Први споменици српске средњовековне културе су архитектонски споменици са почетка 9. века, из периода покрштавања Словена. Од тада, па до данас, српску уметност су обликовале политичка, економска и културна збивања која су захватала Европу и њену уметност, а у њој се могу приметити утицаји и источне и западне уметности.
Историјске епохе у српској уметности се углавном поклапају са основним раздобљима у историји Срба.

## Архитектура у средњем веку
Архитектура у средњем веку код Срба доживљава велики успон. Српски архитектонски споменици сакралне архитектуре који су се развили у 12, 13. и 14. веку имају велики значај и светску репутацију.

### Архитектура пре Немањића
На ширем подручју југоисточне Европе у раном средњем веку односно у предроманичко доба, може се уочити јака стилска и временска подударност међу хришћанским црквама. Најзначајнији споменик тог раног периода је Петрова црква код Новог Пазара из 9. или 10. века која је грађена у облику ротонде са уписаним четворолистом.
У српским областима Дукљи, односно Зети, јавља се архитектонски облик у виду тробродне базилике, а бележе се и облици уписаног крста и то међу најстаријим решењима у 8. или 9. веку. Касније цркве су једнобродне са куполом у средњем делу, а као најрепрезентативнија се истиче црква светог Михајла у Стону (око 1080), коју је подигао краљ Зете Михајло (око 1050—1081).
Од тог времена, то јест у каснијем средњем веку српска уметност се више оријентише ка истоку односно Византији и стога све више поприма оријенталне одлике.

### Архитектура од доба Стефана Немање до краља Милутина
Најстарије цркве из доба Немањића су се угледале на источне узоре са романском спољашњом обрадом и такве су углавном све цркве до доба краља Милутина (1282—1321), а карактерише их основа у облику једнобродне грађевине, а на њима је наглашен ефекат маса.
У доба владавине Стефана Немање (1166/1168—1196), 1171. године саграђен је манастир Ђурђеви Ступови код Новог Пазара и манастир Студеница (1183—1196) који представљају почетак рашке школе у архитектури. Они имају карактеристике које су јединствено и оригинално решење из кога се може пратити развој појединих архитектонских решења која су касније примењивана у сакралној архитектури; поготово је Студеница утицала на каснија решења српских црквених грађевина. Рашки стил не познаје тробродну базилику; то је једнобродна грађевина у коју се улази у параклис и вестибил, док споља изгледа као тробродна базилика. Као нека врста краја ове епохе узима се манастир Градац, који је као задужбина краљице Јелене Анжујске подигнут у крајем 13. века.
Подизање задужбина траје од Стефана Немање и његових наследника, све до краја средњовековне самосталности. Владари династије Немањић су се такмичили у томе ко ће подићи више храмова задужбина. Светом Сави се приписује велики број изграђених цркава, нарочито на Светој гори у склопу Хиландара и Ватопеда. Најзначајнија архитектонска остварења из овог периода су:
- Жича,
- Милешева,
- Морача,
- Пећка патријаршија односно Храм светих Апостола,
- Сопоћани.

### Архитектура од времена краља Милутина до пада под турску власт
За време краља Милутина долази до промена и до различитих тенденција које нису могле у потпуности да се конституишу и прекинуте су доласком Турака. Развијају се централне цркве типа уписаног крста које имају пет кубета које са свих страна подупиру сводови. Ту спадају манастир Грачаница, манастир Старо Нагоричино, црква Свете Богородице Љевишке, Краљева црква у Студеници, манастир Високи Дечани, као и друге грађевине.
Посебну групу представљају грађевине тзв. „моравског стила“ које су настале за време кнеза Лазара (1371—1389), деспота Стефана (кнез 1389—1402, деспот 1402—1427) и деспота Ђурђа (1427—1456) које имају три апсиде и облик триконхоса. Такви су црква Лазарица, манастир Каленић, Раваница, Манасија, Љубостиња, Рача и други.
Цркве које су настајале под Турцима су много скромније, ниже и мрачније.

### Фортификациона архитектура
Поред сакралне архитектуре појављује се и фортификациона архитектура која има војни значај. Словени су, долазећи на Балкан, прво порушили градове, а затим их обнављали. Разликују се:
- утврђене градове,
- утврде за запречавање комуникација,
- манастирске утврде,
- утврде за заштиту подграђа.

Фортификациона архитектура настаје на висовима, око насеља, зграда двораца, других значајних објеката, важних раскрсница, као и око манастира. Граде се зидови од тешких камених блокова који оклопљавају и затварају објекте од значаја за одбрану. У току многих ратова фортификациони објекти су јако страдали. Неки средњовековни градови су имали неколико линија, а и када падне последња линија постоји још донжон — најјача кула у којој се феудалац забарикадира и брани. Најзначајнији очувани споменици ове архитектуре су тврђаве, и то Београдска, Голубачка, Смедеревска, Магличка, Звечанска, тврђава у Новом Брду и утврђење манастира Манасија међу утврђеним манастирима.

## Средњовековно сликарство у Србији
Срби су неговали три сликарска рода — зидно сликарство или фреске, сликање на дрвеној плочи или иконопис и сликање на пергаменту или минијатуре, односно илуминацију у књигама или рукописима.
Структура слике у Србији је монументална, и композиције су великих размера. Слика је плитка и архитектонски облик тече тако да затвара плитак простор. Фигура је често сучелице постављена и суздржана у покрету. Промене се дешавају у 13. веку почев од 10. века. У западној Европи је уништена зидна слика појавом витража. У Италији постоје извесни квалитети. У овом добу наша уметност је свакако на највишем нивоу. Фигура добија у пластичности. У композицији се јавља вишесложеност, појављује се више лица и остварује се дубљи простор. Од раније српска уметност познаје, а у 13. веку долази до изражаја обрнута перспектива која поседује иреална својства извлачи га из реалног сликарског простора и подређује га композицији и законитостима слике. Простор је повезан зидом који тече заједно са посматрачем.
У току 14. века монументалност која је карактеристична за 13. век постепено опада. Потенцира се драматички моменат. Драперија која се развија између елемената се узнемирује и учествује у композицији слике. Сликарство Моравске школе стара се о детаљу и допадљивом колориту слике. Међу споменицима ресавске школе изузетак чини ресавско сликарство и манасијско сликарство и оно тежи ка једном ретком и траженом колористичком сазвучју.
У време Турака ограниченим мерама око Пећке патријаршије покушава се повратити ниво на коме је било сликарство у 13. веку.
Мајстори који су израђивали фреске већином су непознати и ако се потпишу они то учине на месту које се тешко може уочити као Макарије у Љубостињи, Јован у Раваници и др. Они су радили за славу у другоме свету.

### Српско сликарство од времена Стефана Немање до краља Милутина
Средином 12. века, на челу са Стефаном Немањом почела је да се уздиже Рашка држава и тада је прихваћен монументални сликовни израз, за који је Византија била узор. Промене су почеле када је Србија продрла у Повардарје и Македонију, а затим и када се средином 14. века простирала од Саве и Дунава до Коринтског залива. Слом тог царства је уследио после изгубљене Маричке битке 1371. године. Србија је изгубила територије и тада долази до инвазије Турака.
Најраније фреске су слабије очуване и одликују се различитим утицајима, од византијских до романских. Извесно је да су у та времена дубровачки сликари радили и за српске великодостојнике.
Од доба Стефана Немање до доба краља Милутина српска уметност се карактерише монументалношћу и пластичношћу. Лица и фигуре су издужени, очи, као прозори душе, су повећане, композиције су смирене, а покрети су постали уздржани и хармонични. Поред грчких, ту су радили и домаћи мајстори. Сликарство српских задужбина је производ најбољих сликара који су у то време сликали у православном свету.

### Илуминација књига
Крајем 12. и почетком 13. века у изради српских рукописних књига појављују се илуминације. Значајне илуминиране књиге овога доба су Мирослављево јеванђеље и Вуканово јеванђеље, где прво има обележја романског сликарства, а друго показује византијске утицаје. Познато је још Хиландарско јеванђеље.

### Српско сликарство од времена краља Милутина до пада под турску власт
Освајања краља Милутина и његов брак са византијском принцезом створили су услове око 1300. године да се нови утицаји и промене из тзв. Ренесансе Палеолога, у којој су деловали сликари Михајло и Евтихије, пренесу у српско сликарство. У њему долази до утицаја који се карактерише нарацијом у сликарском изразу. Слике које су радили ови познати сликари су успоставиле равнотежу између тематског богатства и формалних решења, гестови су смирени и осећања су обуздана. Ове слике представљају врхунац остварења у светским размерама. У њима је примењивана инверзна перспектива да би се нагласио главни догађај, као и архитектонска или пејзажна кулиса испред које се одвијала радња, тако да се овај период може називати „класицистичким“. Сликарство из доба српског царства се издваја од претходног периода, долази до истицања осећајности, појављује се патетика и тежи се раскоши. Долази и до представљања личних обележја и индивидуалних црта.
У доба царства долази до процвата иконописа који ни у ком смислу не заостаје за живописима и то углавном захваљујући преписивачкој делатности која се одвијала у Хиландару који је постао његов расадник.
После Битке на Марици 1371. године и после нестанка српске самосталности у средњем веку, а нарочито у  и  веку долази до постепене декаденције у сликарству и бележи се велики јаз у традицији српског живописа. Међутим, из те традиције ће српско сликарство још дуго црпети инспирацију. У то време у Хиландару цвета српска школа која се шири у православни свет.

## Уметност од пада под турску власт до времена Велике сеобе Срба (1459—1690)
После пада српских земаља под турску власт изгубило се ктиторство властеле која је подизала своје задужбине, украшавала их богатим и вредним фреско сликарством и манастирима поклањала вредне рукописе. Османско царство ограничило је подизање великих споменика и то је било дозвољено само у једном уском обиму са редом специјалних дозвола. Ипак се десило да су Срби успевали да подигну своје цркве, али више не тако велелепне и раскошне као до тада.
Све време су живели и цветали уметнички занати и доносили мала, али значајна дела у златарству, интарзији, везу и другим уметничким занатима.
У великој сеоби су један део драгоцености становници носили са собом, а други део су закопали и сакрили. У фрушкогорским манастирима и сада чувају ове драгоцености, док су неке од њих откопане и украдене.

## Уметност у 18. веку
Велику прекретницу представља Велика сеоба Срба 1690. године под патријархом Арсенијем Чарнојевићем, када се Срби укључују у западноевропску културу у којој јача грађанска класа и доноси уметност барокног стила.
У Боки которској, Приморју и другим крајевима гдје живе Србе развијају се иконописне и зографске школе, под грчко-италским утицајима. Једна од таквих знаменитих школа је Иконописна школа Рафаиловић-Димитријевић.

### Зидно сликарство
Иако се у почетку још увек јављају сликари који раде на традиционалан начин, укус се постепено мења у корист барока. Година 1739. представља рођење нове епохе када Христофор Жефаровић у живопису манастира Бођани примењује нови колорит и иконографска решења до тада непозната у српском сликарству, а слично ради и Јов Васиљевич. Под утицајем барока ради и група сликара коју су чинили Никола Нешковић, Димитрије Бачевић, Димитрије Поповић, Јован Поповић, Васа Остојић, Амброзије Јанковић и Јанко Халкозовић. Теодор Крачун је створио посебну варијанту српске уметности и икону претвара у слику, а касније се окреће према рококоу. Јаков Орфелин и Теодор Илић Чешљар већ показују одлике рококоа и барокног класицизма.

### Градитељство
Напоредо са модерним тенденцијама живи и градитељство које је ослоњено на Моравску школу. Победу барокне концепције архитектонског решења представља катедрала цркве св. Николе у Карловцима (1758—1762) са торњевима какви су карактеристични за средњоевропско подручје. Током 18. века изграђене су многе барокне цркве. Архитектура на подручју делова данашње Црне Горе имала је тежњу ка барокним облицима, иако су примењена решења била још под утицајем готике и ренесансе која се још сретала у приморју. Барокизација уметности је представљала делимичан прелазак на западњачку европску културу.

## Уметност у 19. веку

### Сликарство
У сликарству сликара који су сада студирали у Бечу је, као и код њихових професора који су утицали на њих, продужен век барока и тако се у 19. веку јавља бидермајер што је за то време главна ознака у уметности Бачке. Један колористички сензибилитет се уочава код Арсе Теодоровића, Николе Алексића и Константина Данила, који је најзначајнији од њих. Ови уметници неговали су и портретну уметност.
Почетком четрдесетих година 19. веку века сликарство се удаљава од бидермајера и класицизма да би донело романтизам. Српско историјско сликарство је било без патоса и драматике и често је имало анегдотски карактер и тежи да гледаоца веже патриотским садржајима дела. Овакав стил је превазишао Ђура Јакшић који је био одушевљен игром светлости и сенке на делима Рембранта и са њим 1850—1870. године српски романтизам досеже врхунац.
Појављују се нови мотиви, сликање пејзажа, мртве природе, жанр сцена из живота и нова схватања код минхенских ђака Милоша Тенковића, Ђорђа Крстића и Ђорђа Миловановића. Пред новим улогама се нашло и историјско сликарство и тако су створене велике и помпезне композиције „Сеобе Срба“ Паје Јовановића 1896. „Уласка цара Душана у Дубровник“ Марка Мурата из 1900. и „Проглашење српског царства“ Паје Јовановића из 1900. године.

### Српско вајарство
Српско вајарство има своје корене у богатој традицији камене пластике која је украшавала средњовековне манастире. Међутим, као самостална уметничка дисциплина по европским узорима, почиње да се развија тек у XIX веку.
У XIX веку, вајарство у Србији развијало се под утицајем античких узора и академских принципа европских уметничких центара. Петар Убавкић (1852–1910), који се школовао у Минхену и Риму, сматра се зачетником модерне српске скулптуре. Његов обиман опус, који укључује споменике, портрете и алегоријске фигуре, утрo је пут генерацијама вајара које су уследиле. Ђорђе Јовановић (1861–1953) оставио је изузетно плодан опус од преко 300 дела. Иако је био упознат са радовима Огиста Родена и утицајима сецесије, већину својих дела створио је у духу академских захтева својих професора и неокласицистичком стилу.
На Првој југословенској уметничкој изложби у Београду 1904. године, поред Убавкића и Јовановића, учествовао је и Симеон Роксандић (1874–1943), познат по својој скулптури "Борба" (дечаци са рибом) на Калемегдану. На Првој сликарској и вајарској изложби у Сомбору 1910. године, наступила су три вајара: Ђорђе Јовановић, Јован Коњарек (1878–1952) и Симеон Роксандић, изложивши укупно 23 скулптуре.
У првој половини XX века, значајан допринос српској скулптури дали су и Тома Росандић (1878–1958), аутор монументалних дела попут скулптуралне групе "Играли се коњи врани" испред Дома Народне скупштине у Београду, и Сретен Стојановић (1898–1960), чији опус обухвата портрете, фигуре и споменике.
У послератном периоду, српска скулптура се развија у складу са савременим европским токовима, истражујући нове материјале и форме. Истичу се вајари и вајарке попут Олге Јеврић (1922–2014), пионирке апстрактне скулптуре, Олге Јанчић (1929–2012), Нандора Глида (1924–1997), Ота Лога (1931–2016), као и Ана Бешлић, Јован Солдатовић, Коста Богдановић и други. Њихова дела карактерише разноликост стилова, од асоцијативне апстракције до нове фигурације и концептуалних приступа.
Савремена српска скулптура наставља да се развија кроз рад бројних уметника различитих генерација, који излажу у земљи и иностранству.

### Српска архитектура
У архитектури преовлађују еклектички стилови неоренесансе и необарока, а видљиве су и тежње за стварањем националног архитектонског израза. Најзначајнији архитекти тог времена су били Чех Јан Неволе, Александар Бугарски, Андрија Вуковић, Коста Шретловић, Коста Јовановић, Јован Илкић и Светозар Ивачковић, који су владали до појаве нових снага чије су идеје биле везане за сецесију и од њих су значајнији Бранко Таназевић и Никола Несторовић.

## Савремена српска архитектура
Од 1950. године развој српске архитектуре, односно архитектуре у Југославији бележи веома напредне резултате и то у већој мери него што је то забележено у осталим земљама источне Европе. Ничу велики спортски објекти, саграђене су сајмишне зграде у Београду од Милорада Пантовића, музеји Виенцеслава Рихтера и многи други значајни објекти. Неки од неколико од бројних српских архитеката који су радили на изградњи у Београду и допринели његовом изгледу својим оствареним пројектима су: Емилијан Јосимовић, Јован Илкић, Милорад Рувидић, Никола Несторовић, Александар Дероко, Никола Добровић, Бранислав Којић, Петар Крстић и Бранко Крстић, Богдан Несторовић, Мате Бајлон, Иво Куртовић, Милорад Пантовић, Угљеша Богуновић, Богдан Богдановић, Слободан Јањић, Бранко Пешић, Иван Антић, Иванка Распоповић и Александар Ђокић.

## Модерно и савремено српско сликарство и вајарство
У модерној српској уметности могу се истаћи две епохе: до 1950. и од 1950. године.

### Савремена уметност до педесетих година 20. века
После оснивања прве српске сликарске школе У Београду 1895. године од стране Словака Цирила Кутљика у коју је пошла и Надежда Петровић као један од његових ђака који су стасали у 20. веку, њених импресионистичких почетака и импресионистичких дела њених савременика Бете Вукановић и Ристе Вукановића може се говорити о импресионизму који као продукт европског савременог света настаје 60-их година 19. века кога можемо слободно сматрати као почетак савремене уметности или како се још назива модерна уметност која се и у Србији примећује а и у раним делима Надежде Петровић и Мила Милуновића на првој југословенској изложби у Београду и уопште у Српској уметности и уметности у овим просторима која на овај начин хвата свој прикључак са савременим дешавањима у Европи. У каснијим делима се Надежда Петровић опредељује за експресионизам. После се јавља цео спектар авангардних представника у српском савременом сликарству од „Југо-даде“, „Зенита“, надреализма, сезанизма, кубизма, експресионизма али и неокласицизма и осталих стремљења у савременом европском схватању у уметности.
Јавља се један експеримент са кубизмом, посткубизмом и ту су присутни Јован Бијелић, Петар Добровић и Сава Шумановић, али се овај експеримент није одржао и завршио се у излазу на неокласицизам. У делима неких сликара примећује се и поетски реализам. То су Стојан Аралица, Иван Радовић, Недељко Гвозденовић, Иван Табаковић, Марко Челебоновић, Коста Хакман, Петар Лубарда, Пеђа Милосављевић и други.
Уочи Другог светског рата сликарство се дели на две струје. О првој струји је већ било речи и она је заступала тезу „уметност ради уметности“ док друга струја заступала је тезу „уметност ради идеје“ и ту се ради о социјалној уметности, уметности у рату и револуцији у коју: Ђорђе Андрејевић Кун, Ђурађ Тодоровић, Радојица Ное Живановић и други. У току окупације и рата сликарство је само тињало, али су неки и у логорима имали снаге да стварају.

### Савремена уметност после педесетих година20. века
У периоду после 1950. године бележи се кумулација догађаја и нових стилова у уметности али се разликују једни у континуитету а други у дисконтинуитету, док ови први представљају поколење које је из предратног доба које је сада искусно и још увек спремно да ради и ствара мењајући и цизелирајући своје стилове и уметничке рукописе, други, који се јављају у дисконтинуитету су или још увек спремни за експерименте из предратног доба, или млади уметници. Ови млади уметници оснивају своје уметничке групе у којима се развијају у праве стваралачке личности. То су на пример групе Самостални, Једанаесторица, Децембарска група, Медиала, Београдска група. Међу младима се јављају поједини стилови из савремене уметности као поп-арт, концептуална уметност, и ту спада група „143“, „код“ група „Е“ и појављују се као и свугде по свету нове тенденције у савременој уметности које желе да пониште разлике између различитих медија у уметности.
Крај 20. и сам почетак 21. века, српску ликовну сцену свакако је обележио и Драган Малешевић Тапи који је својом упечатљивом техником и мистичним ликом у потпуности поларизовао уметничку публику и критичку сцену у Србији. У домену садржаја, овај уметник се кретао у оквирима човеку блиских и познатих мотива (пејзажа, мртве природе, жанр сцена из живота, актова...) где је на први поглед све јасно и лако читљиво, и лаику и зналцу, те је најчешће сврставан у правац хиперреализма. Али иконографски репертоар Тапи је тако осмислио да може бити посматран на више нивоа, посебно ако се назив слике узме као саставни део дела, где у
наизглед мирној пасторали баште са лубеницама, тиквама и купусом, божури отежали од расцветалости, свој симболички значај добијају тек када видимо и назив слике - „Метохија“. Из тог разлога неки критичари, између којих и Дејан Ђорић, сврставају га у правац магијског реализма. Слика „Дух Тесле“, управо једна од оних из домена магијског реализма, својом појавом на насловној страни каталога изложбе организоване у Музеју савремених уметности у Београду поводом педесетогодишњице смрти Николе Тесле, покренула је прави критички рат и вишегодишње препуцавање преко медија. Оваква ситуација је у потпуности разумљива имајући у виду тадашњи тренд који је потпуно бежао од фигурације и потенцирајући концептуализам и екстравагантну идеју. Занимљиво је да се и након скоро целе деценије од Тапијеве смрти скоро сва критика заснива на његовој личности а не делу.

### Савремено српско вајарство
До половине 19. века српско вајарство практично није постојало - уколико се занемари постојање орнаменталног вајарства у српским манастирима на отворима - прозорима и вратима и док сликарство и архитектура имају своју предисторију, вајарство је отпочело развој од епохе неокласицизма и академизма, као и нових схватања: импресионистичког, роденовског и сецесионистичког.
Академизам се у 20. веку огледа у делима Јана Коњарека, Драгутина Арамбађића, Пашка Вучетића, Живојина Лукића и других уметника тога доба. Академизам у вајарству је трајао јако дуго и први покушаји да се он превазиђе се јављају код Томе Роксандића.
У периоду после Другог светског рата многи млађи вајари обогатили су српско вајарство личним стилом: Никола Јанковић, драматичном експресијом Матија Вуковић, Јован Солдатовић и други, или већом мирноћом и аутономијом облика: Борис Анастасијевић, Миша Поповић, итд.
Дуга плејада уметника вајара створила је савремено вајарство од новог антропоморфизма до савремене уметности у вајарству која тежи за брисањем граница између појединих медија и врста уметности. Неки од савремених српских вајара су:
Олга Јеврић, Олга Јанчић, Ана Бешлић, Ото Лого, Јован Кратохвил, Лидија Мишић, Коста Богдановић, Томислав Каузларић, Велизар Михић, Милош Сарић и други, као и појаву неколицине изузетних вајара најмлађе генерације.